# Laghi Arrow

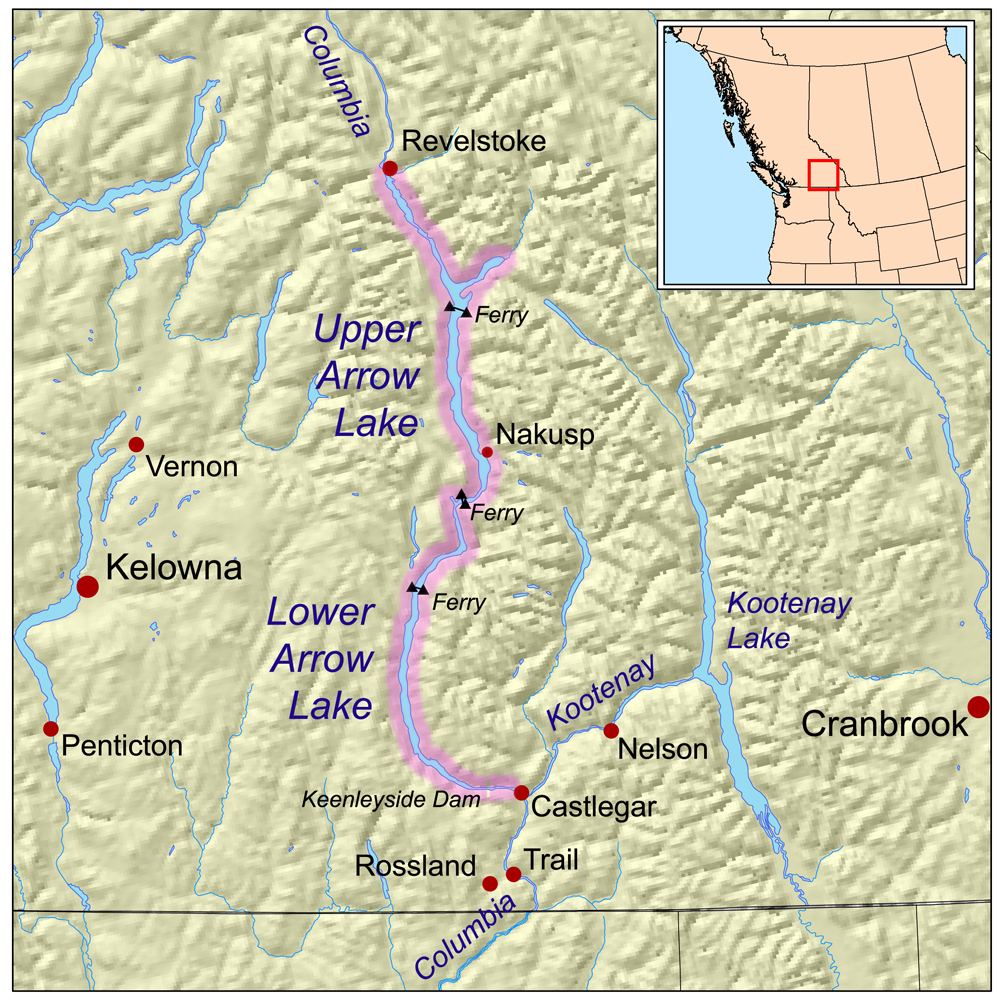
Mappa che evidenzia la posizione dei due laghi

I Laghi Arrow in Columbia Britannica, in Canada sono due laghi, denominati Lago Arrow Alto e Lago Arrow Basso, originati dall'allagamento di parte del letto del fiume Columbia. A est di essi si trovano i monti Monashee.

## Galleria d'immagini

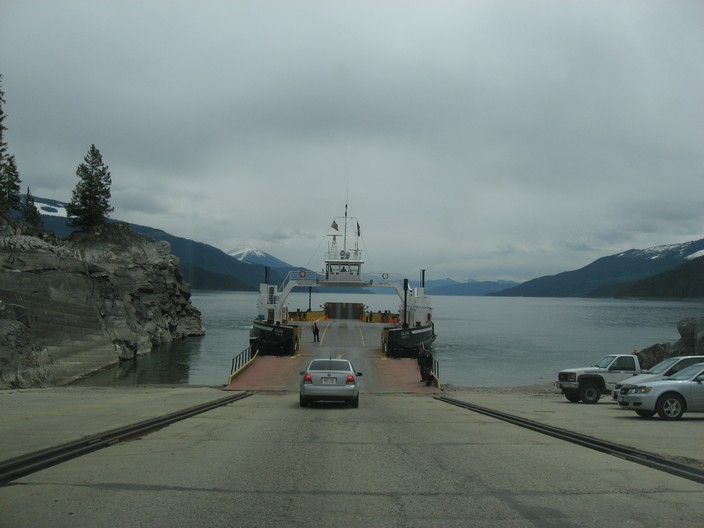
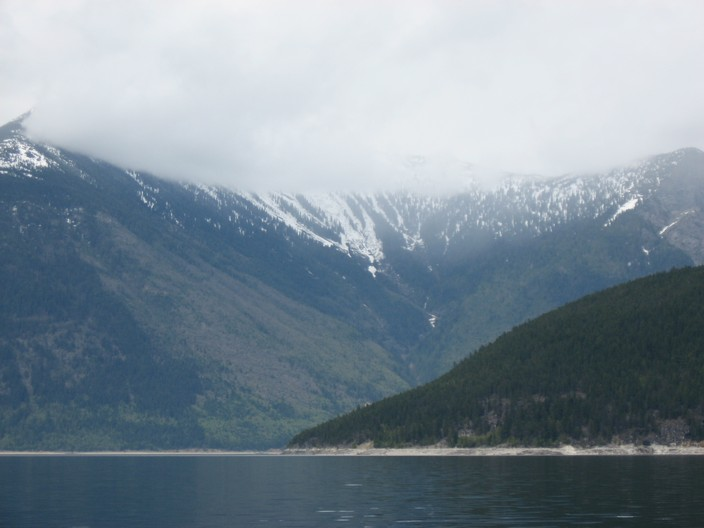
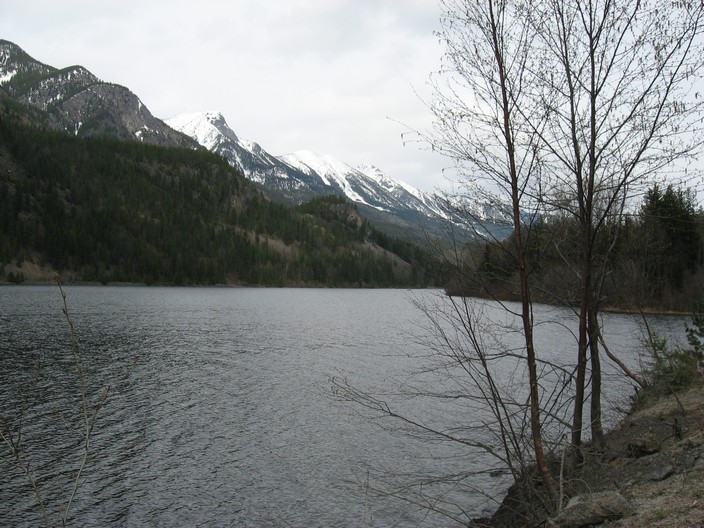
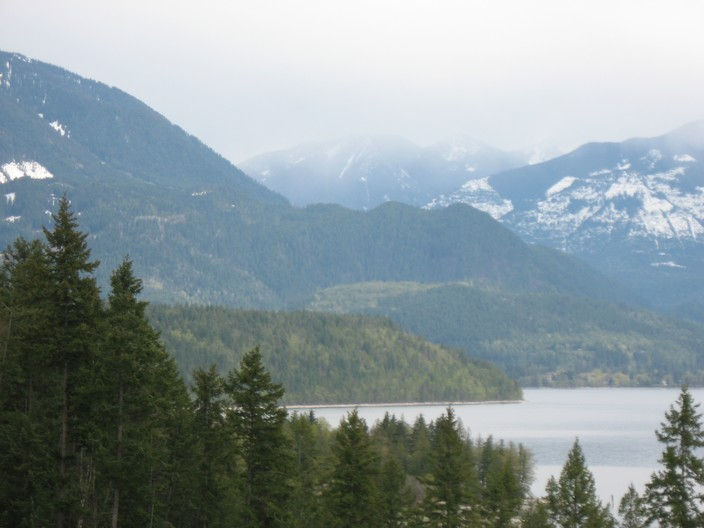
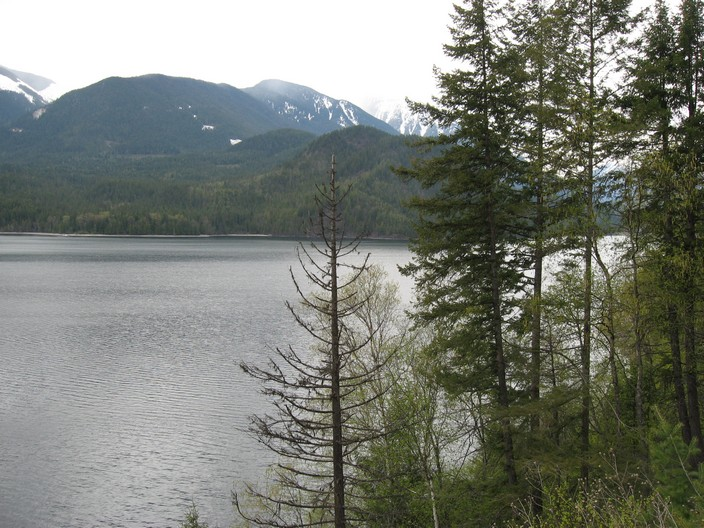
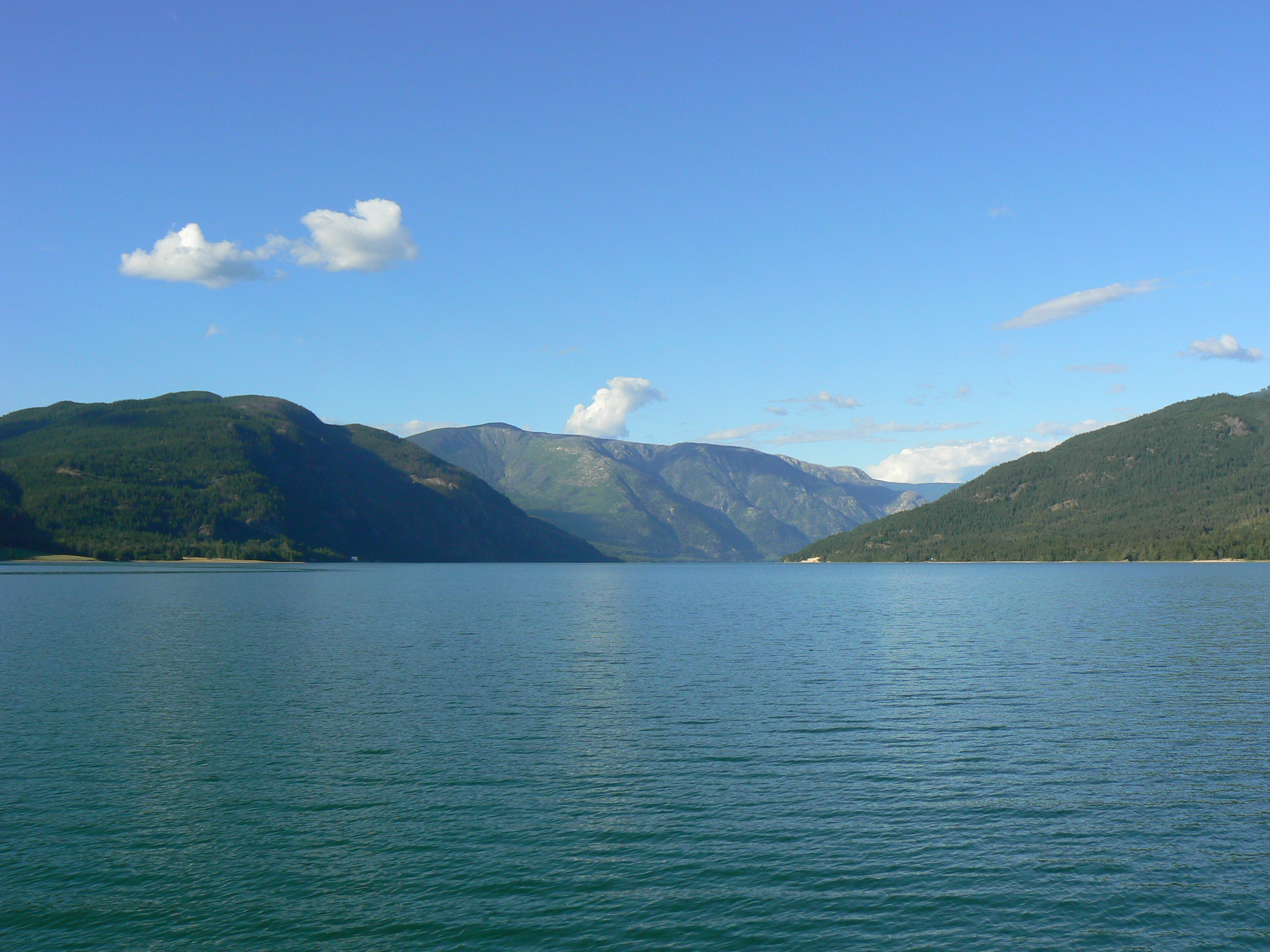
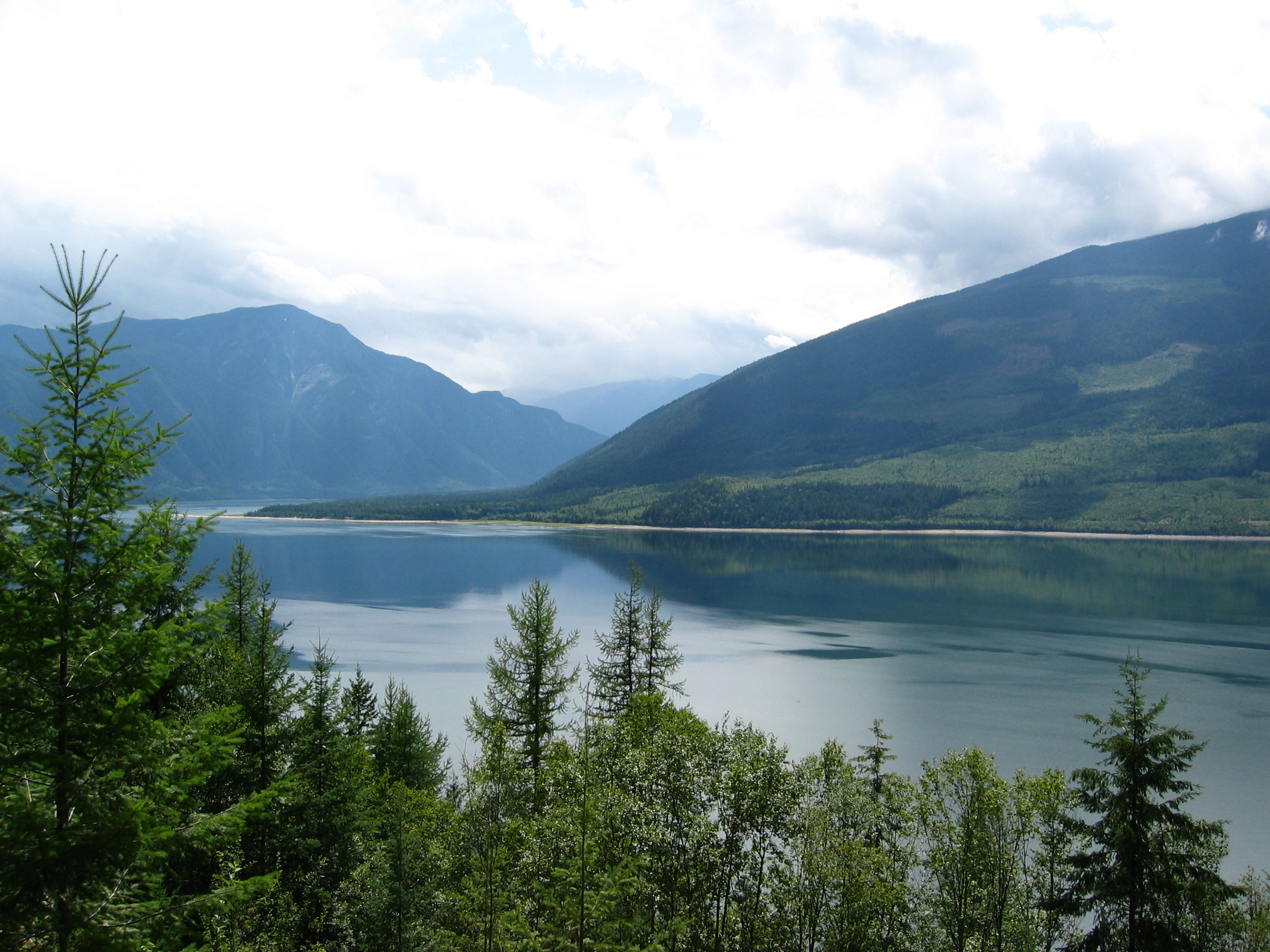
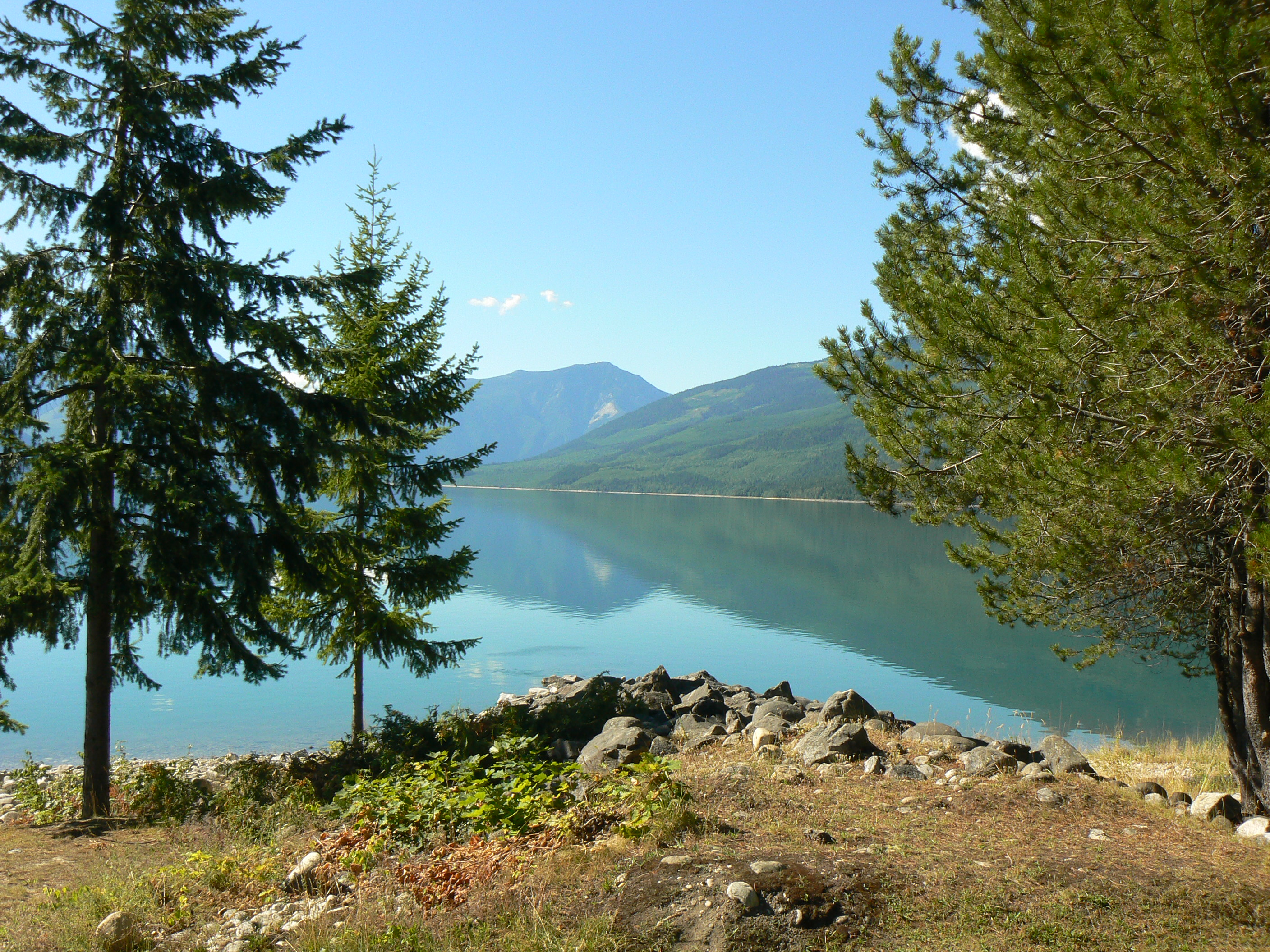
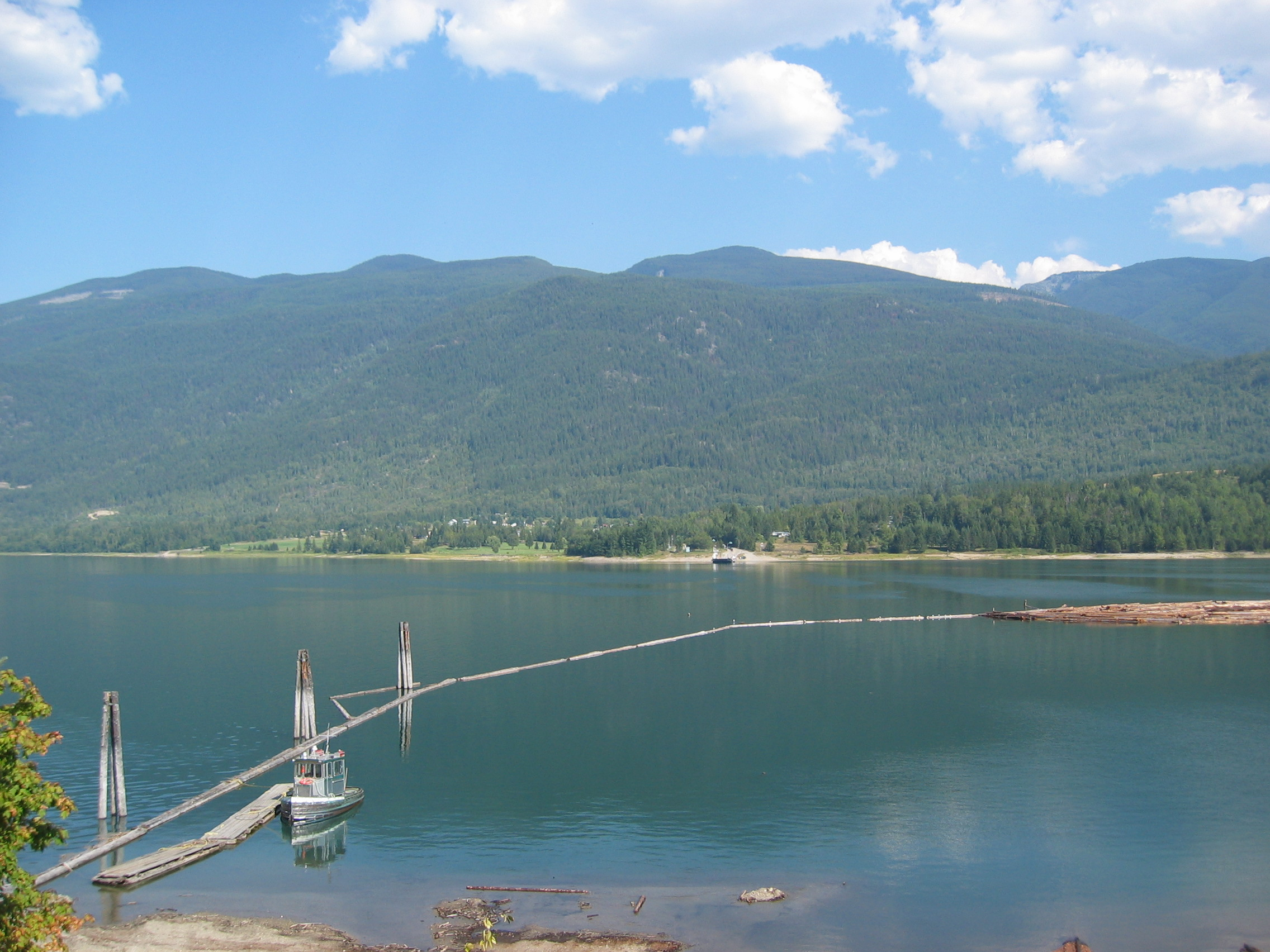